# Monile
A monile vagy sisaknyakék a tornasisak nyakrészén látható láncon vagy szalagon függő medál. A latin monile jelentése nyaklánc, melldísz. A 16. század végétől a sisakon aranyláncra függesztett arany pénzérme formájában jelenik meg. Nincs külön 
heraldikai jelentősége, ezért a címerleírásban sem kell megemlíteni. Mivel elsősorban a tornasisakokon jelenik meg, a címerviselő tornaképességét, a nemesi származást fejezheti ki. A csőrsisakon és a korábbi sisakokon hiányzik a monile. 
Csak a tornasisakokon (pántos sisak, rostélysisak) látható először.
A monile eredetileg a nemesi tornatársaságok jelvénye vagy címere volt, melyet csak az adott társaság tagjai viselhettek. (Valószínűleg innen ered a rendjelek és kitüntetések adományozása és viselése is.)   
Később elvesztette eredeti jelentését, egyszerű dísszé vált és szinte minden sisakon ábrázolták.

## Kapcsolódó szócikk
- Nyaklánc (heraldika)